# راجيندرا كومار
راجيندرا كومار (بالإنجليزية: Rajendra Kumar)‏ (مواليد 20 يوليو 1929 - الوفاة 12 يوليو 1999)، ممثل ومنتج ومخرج هندي شهير، واب الممثل الشهير كومار غوراف. عمل في السينما بين 1950-1998، حاصل على جائزة بادما شري 1969، رشح أفضل ممثل فلم فير 1964-1965-1966 ورشح أفضل ممثل مساعد فلم فير 1965.

## روابط خارجية
- راجيندرا كومار على موقع IMDb (الإنجليزية)
- راجيندرا كومار على موقع ألو سيني (الفرنسية)
- راجيندرا كومار على موقع أول موفي (الإنجليزية)
- راجيندرا كومار على موقع قاعدة بيانات الفيلم (الإنجليزية)
- راجيندرا كومار على موقع كينوبويسك (الروسية)